# Ronny Nilsen
Pour les articles homonymes, voir Nilsen.
Ronny Nilsen (né le 7 mai 1971 à Bergen) est un athlète norvégien spécialiste du lancer du javelot. 

## Biographie
Ronny Nilsen a remporté neuf médailles au lancer du javelot lors des Championnats de Norvège, dont deux titres, en 2000 et 2007.
Il participera notamment aux Jeux olympiques de 2004 et aux Championnats du monde de 2005, sans parvenir à se qualifier pour la finale.
Depuis 2008, il est directeur des sports auprès de la Fédération norvégienne d'athlétisme.

### Records
Ronny Nilsen réalise son meilleur lancer en 2004, avec 84,73 m, ce qui fait de lui le 13e meilleur performeur de la saison 2004.
| Épreuve           | Performance | Lieu     | Date        |
| ----------------- | ----------- | -------- | ----------- |
| Lancer du javelot | 84,73 m     | Tønsberg | 22 mai 2004 |